# Орден Канади
О́рден Кана́ди (англ. Order of Canada, фр. Ordre du Canada) — друга за значущістю нагорода за заслуги в системі орденів, відзнак і медалей Канади після Ордена за заслуги — орден, яким нагороджують громадян Канади за виняткові заслуги перед канадським суспільством і людством. Орденом не можуть бути нагороджені провінційні або федеральні політики, діючі судді.
На Ордені вигравійовано цитату з Послання до Євреїв 11:16 латинською мовою, «desiderantes meliorem patriam», («ті, що прагнуть добра країні»).
Орден має три ступені:
- «Компаньйон» (англ. companion), (фр. compagnon), скорочено CC
- «Офіцер» (англ. officer), (фр. officier), скорочено OC
- «Член» (англ. member), (фр. membres), скорочено CM

Статус нагороджених прийнято позначати скороченням одразу після офіційного згадування прізвища нагородженої особи, напр. англ. Celine Dion СС, що означає «Селін Діон, компаньйонка Ордена Канади».

## Історія нагороди
Орден почав розроблятися на початку 1966 р., і процедуру було остаточно сформовано 17 квітня 1967 року, коли Королева Канади Єлизавета II звернулася з рекомендаціями до Прем'єр-міністра Канади Лестера Пірсона, якому допомагав у цьому автор канадського прапора Джон Матесон (англ. John Matheson). Найпершим кавалером Ордена Канади був Генерал-губернатор Канади Роланд Міченер, якого було нагороджено 1 липня 1967 року — до сторіччя Канади.

## Кавалери ордена
Орденом Канади були нагороджені колишній Генерал-губернатор Канади Вінсент Массе, колишній Прем'єр-міністр Канади Луї Сан-Лоран, письменник Г'ю Маклейн, хокеїсти Девід Бавер і Мішель Рішард, атлет і активіст Террі Фокс, письменниця Габрієль Руа, історик і письменник Доналд Крейтон, політик Марій Касграйн, лікар-нейрохірург Вайлдер Пенфілд, літературознавець Нортроп Фрай, пейзажист і член «великої сімки» Артур Лісмер, письменниця Марґарет Етвуд, співаки Шарль Азнавур, Селін Діон, Леонард Коен, екс-генерал-губернатор Мікаель Жан, легендарний південноафриканець Нельсон Мандела, чеський президент-дисидент Вацлав Гавел, релігійно-філософський діяч Жан Ваньє, природозахисник Девід Судзукі, режисерка і сценаристка Аланіс Обомсавін, зоолог Білл Рікер.
Серед канадців українського походження Орденом Канади нагороджені астронавт Роберта Лінн Бондар, відомий мультиплікатор походженням зі Львова Нестор Буртник, високопрофесійний фотограф Едвард Буртинський, лікар Фредерік Сенейко (Frederick T. Cenaiko), скульптор Лео Мол, легенда хокею Вейн Ґрецкі, митрополит Вінніпезький УГКЦ Максим Германюк.
Всього за час існування ордена ним було нагороджено понад 5000 осіб.